# Aptosimum indivisum
Aptosimum indivisum är en flenörtsväxtart som beskrevs av William John Burchell. Aptosimum indivisum ingår i släktet Aptosimum och familjen flenörtsväxter. Inga underarter finns listade i Catalogue of Life.